# Cancionero de la Colombina
El Cancionero de la Colombina (Sevilla, Catedral Metropolitana, Biblioteca Capitular y Colombina, Ms. 7-I-28) o Cancionero Musical de la Colombina (CMC) es un manuscrito español que contiene música del periodo renacentista de finales del siglo XV.

## El manuscrito
El manuscrito fue copiado durante el reinado de los Reyes Católicos, posiblemente entre las décadas de 1460 y 1480. Es por tanto anterior al famoso Cancionero de Palacio. Probablemente fue compilado para alguna corte nobiliaria de Sevilla como la de los duques de Medina Sidonia, con la que Juan de Triana, compositor predominante de este cancionero, mantuvo contactos. Originalmente constaba de 107 folios, de los cuales 17 se han perdido. Además su estado de conservación no es muy satisfactorio.
En el año 1534 fue comprado por el segundo hijo de Cristóbal Colón, el bibliófilo Fernando Colón, quién lo agregó a su riquísima biblioteca sevillana de más de 15.000 volúmenes, conocida como Biblioteca Colombina. A su muerte, la biblioteca pasó a la Catedral de Sevilla, donde aún se conserva.

## Las obras
El cancionero contiene actualmente 95 piezas musicales, algunas de ellas incompletas. De ellas 53 permanecen anónimas. Varios de los compositores han podido identificarse por encontrarse sus obras en otros cancioneros, principalmente el Cancionero de Palacio y el Cancionero de Montecassino. Los compositores con obras en el manuscrito (junto con el número de obras entre paréntesis) son los siguientes:
- Juan de Triana (20)
- Juan Cornago (6)
- Juan de Urrede (3)
- Johannes Ockeghem (2)
- Hurtado de Xerés (2)
- Enrique (2)
- Juan del Encina (1)
- Francisco de la Torre (1)
- Juan de León (1)
- Juan Fernández de Madrid (1)
- Pedro de Lagarto (1)
- Juan Pérez de Gijón (1)
- Juanes (1)
- Belmonte (1)
- Móxica (1)
- J. Rodríguez Torote (1)

También se han podido identificar textos de algunos poetas como García Álvarez de Toledo (duque de Alba), Rodríguez del Padrón o Íñigo López de Mendoza (Marqués de Santillana).
El repertorio del manuscrito es muy variado y entre los géneros musicales representados, encontramos canciones, villancicos, romances y ensaladas. Muchos de los villancicos y canciones son de tema religioso, especialmente mariano. Dos de las piezas son en francés y 12 son composiciones litúrgicas en latín. También se encuentran dos versiones breves del Canto de la Sibila en castellano (Nos 73 y 91: «Juysio fuerte sera dado»).

### Lista completa de obras
A continuación se incluye la lista de las obras. Los códigos en la columna de «Concordancias» se especifican al final de la tabla, con el N.º de obra de la fuente correspondiente entre paréntesis. Las concordancias no musicales, solo textuales, van en cursiva. Los códigos en la columna de «Grabaciones» se especifican más abajo, en la sección de «Discografía».
| N.º | Folio   | Obra                                   | Voces | Compositor                       | Género musical                  | Concordancias | Grabaciones                                      | Comentarios                             |
| --- | ------- | -------------------------------------- | ----- | -------------------------------- | ------------------------------- | --- | ------------------------------------------------ | --------------------------------------- |
| 1   | 2r-3r   | Amor de penada gloria                  | 3     | anónimo                          |                                 | SAL(188) |                                                  |                                         |
| 2   | 3v-5r   | Pues con sobra de tristura             | 4     | Enrique                          |                                 | CMP(7), CPV(118) | COL, MSM                                         |                                         |
| 3   | 5v-6r   | Canten todos bos en grito              | 1-2   | anónimo                          |                                 | |                                                  | Incompleta                              |
| 4   | 6v-8r   | Gentil dama non se gana                | 3     | Juan Cornago                     |                                 | CMP(23) | CAP, ANG, SFM                                    |                                         |
| 5   | 8v-9r   | O pena que me conbates                 | 1-2   | Juan de Triana                   | villancico                      | | TRI                                              | Incompleta                              |
| 6   | 9v-10v  | Muy crueles bozes dan                  | 3     | anónimo                          |                                 | CMP(58) | ARE, HMC, COL, ISA                               |                                         |
| 7   | 11r     | Señora non me culpeys                  | 3     | anónimo                          |                                 | CMM, PIX |                                                  |                                         |
| 8   | 11v-13r | Donzella por cuyo amor                 | 3     | J. Rodríguez Torote              |                                 | CMP(5) |                                                  |                                         |
| 9   | 13v-14r | Nunca fue pena mayor                   | 3     | Juan de Urrede                   |                                 | CMP(1), CMS(167), PIX(85), OXF(4), GAL, CHI, Q16(4v), Q17, Q18, MA6, MA8, RIC, PER(95), CGC(20), VER, HAR(4v), SPI, CPV(121), FRO(55) | ARE, SFM, HMC, LIV, COL, HIL, EGB, BOR           | El texto es de García Álvarez de Toledo |
| 10  | 14v-16r | Donde estas que non te veo             | 3     | Juan Cornago                     |                                 | CMM(3), CPV(112), GEN(176) | HES, COL                                         |                                         |
| 11  | 16v-18r | Muy triste será mi vida                | 4     | Juan de Urrede                   |                                 | CMP(10). CPV(107) | SFM, COL, EGB                                    |                                         |
| 12  | 18v-19v | Oya tu merçed y crea                   | 3     | anónimo                          |                                 | CMP(13), CMS(187), LON(366), CPV(125), SAL(138), VEN(18), RCD(2), GEN(41G), MEN(10)                                                   |                                                  |                                         |
| 13  | 20r     | Tanto quanto me desplase               | 1-2   | anónimo                          |                                 | |                                                  | Incompleta                              |
| 14  | 20v-22r | Qu'es mi vida preguntays               | 4     | Juan Cornago / Johannes Ockeghem |                                 | CMM(2,15), CAA(10a) | HMC, ALS, MEL, COL, VIC, LIV, HES, CRC, MIC, ROM |                                         |
| 15  | 22v-23r | Non puedo si non querer                | 3     | anónimo                          |                                 | |                                                  |                                         |
| 16  | 23v-24r | Mis tristes sospiros                   | 3     | anónimo                          |                                 | |                                                  |                                         |
| 17  | 24v-25r | Ay que non se rremediarme              | 3     | Juan de León                     |                                 | CMP(22), Q16, CPV(115) | PAL                                              |                                         |
| 18  | 25v-27r | Pues que dios te fizo tal              | 3     | Juan Cornago                     |                                 | CMP(2) | CAP, SEM, SFM                                    |                                         |
| 19  | 27v-28r | Con temor bivo ojos tristes            | 3     | Juan de Triana                   | villancico                      | | TRI                                              |                                         |
| 20  | 28v-30r | Siempre creçe mi serviros              | 3     | Juan Fernández de Madrid         |                                 | CMP(6), BAD(51), CPV(123), GEN(942)                                                                                                   | COL                                              |                                         |
| 21  | 30v-32r | Quanto mi vida biviere                 | 3     | anónimo                          |                                 | |                                                  |                                         |
| 22  | 32v-34r | Señora qual soy venido                 | 3     | Juan Cornago / Juan de Triana    | villancico                      | CMP(34), ROM(50), SAN(89), SSA(74) | ARE, COL, SFM, TRI                               | El texto es del Marqués de Santillana   |
| 23  | 34v-36r | De mi perdida esperança                | 3     | Juan de Triana                   | villancico                      | | TRI                                              |                                         |
| 24  | 36v-37r | Pues mi dicha non consiente            | 3     | Belmonte                         |                                 | PAL(106) | ARE, COL                                         |                                         |
| 25  | 37v-39r | Bive leda si podrás                    | 3     | anónimo                          |                                 | CMM(13), HER(119), MOD(51), BNA(4), CPV(108), BAE(470)                                                                                |                                                  |                                         |
| 26  | 39v-40r | Dama mi grand querer                   | 3     | Móxica                           |                                 | CMP(4), CPV(116), CAF(22a) |                                                  |                                         |
| 27  | 40v-42r | Porque mas sin duda creas              | 3     | Juan Cornago                     |                                 | HER(54) | HMC, CAP                                         |                                         |
| 28  | 42v-43v | No puedes quexar amor                  | 3     | Juan de Triana                   |                                 | | TRI                                              |                                         |
| 29  | 44r     | Laudate eum omnes angeli               | 2     | anónimo                          |                                 | | ARE                                              |                                         |
| 30  | 44v-45r | Mi querer tanto vos quiere             | 4     | Enrique                          |                                 | CMP(14) | ANG, COL, CAP, GOT                               |                                         |
| 31  | 45v-47r | Mirando dama fermosa                   | 3     | anónimo                          |                                 | |                                                  |                                         |
| 32  | 47v-48v | De vos y de mi quexoso                 | 3     | Juan de Urrede                   |                                 | CMP(8), CME(5), PAR(85), Q16, CPV(122)                                                                                                | SFM, EGB                                         |                                         |
| 33  | 49r     | Andad passiones andad                  | 3     | Pedro de Lagarto                 |                                 | CMP(187), CMS(189), CPV(168), GEN(665)                                                                                                | ORL                                              |                                         |
| 34  | 49v-50r | Quien vos dio tal señorío              | 4     | Juan de Triana                   |                                 | | TRI, COL                                         |                                         |
| 35  | 50v-52v | Ya de amor era partido                 | 3     | Juan de Triana                   | villancico                      | | ARE, TRI                                         |                                         |
| 36  | 52v     | De vida que tanto enoja                | 1-2   | anónimo                          |                                 | LON(333) |                                                  |                                         |
| 37  | 53r     | Pues no mejora mi suerte               | 1-2   | anónimo                          |                                 | MBN(211), CAC(37a) | ALL                                              | Incompleta                              |
| 38  | 53v     | Al dolor de mi cuydado                 | 3     | Juan Pérez de Gijón              |                                 | CMP(25), CMS(168), BUC(26), BNG(82), CPV(124), GEN(929)                                                                               | HMC                                              |                                         |
| 39  | 54r     | Omni potentem                          | 2     | anónimo                          |                                 | |                                                  |                                         |
| 40  | 54v-55v | No tenga nadie sperança                | 3     | Hurtado de Xerés                 |                                 | | ARE, COL                                         |                                         |
| 41  | 56r     | (sin título)                           | 2     | anónimo                          |                                 | |                                                  |                                         |
| 42  | 56v-57v | Con temor de la mudança                | 3     | Hurtado de Xerés                 |                                 | |                                                  |                                         |
| 43  | 58v-59v | No consiento ni me plaze               | 3     | Juan de Triana                   | villancico                      | | TRI                                              |                                         |
| 44  | 60r     | Quanta gloria me dio veros             | 1-2   | anónimo                          |                                 | |                                                  | Incompleta                              |
| 45  |         | (sin título)                           | 4     | anónimo                          |                                 | |                                                  |                                         |
| 46  |         | Agnus                                  | 4     | anónimo                          |                                 | | ARE                                              |                                         |
| 47  |         | Sanctus                                | 4     | anónimo                          |                                 | | ARE, ISA                                         |                                         |
| 48  | 62v     | Dime triste coraçon                    | 4     | Francisco de la Torre            |                                 | | ARE, BER, ZIR, COL                               |                                         |
| 49  | 63r     | Amar y servir llorar y jemir           | 3     | anónimo                          |                                 | |                                                  |                                         |
| 50  | 63v-64r | Mortales son los dolores               | 3     | anónimo                          |                                 | CPV(167) |                                                  |                                         |
| 51  | 64r     | Pensamiento ve do vas                  | 4     | anónimo                          |                                 | CMP(81) |                                                  |                                         |
| 52  | 64v     | Olvida tu perdiçion                    | 3     | anónimo                          |                                 | | ATR                                              |                                         |
| 53  | 65r     | Quien tiene vida en esperança          | 3     | anónimo                          |                                 | | COL                                              |                                         |
| 54  | 65v     | Niña y viña                            | 3     | anónimo                          |                                 | | ARE, SAV, HMC, COL, JMM, FIG, BOR                |                                         |
| 55  |         | O gloriosa Domina                      | 3     | anónimo                          |                                 | |                                                  |                                         |
| 56  |         | Es la vida que cobre                   | 3     | anónimo                          |                                 | | ARE                                              |                                         |
| 57  |         | Propiñan de Melyor                     | 3     | anónimo                          |                                 | | ARE, SAV, COL, ANT, VIR, ODR, SPI, EXT           | Instrumental                            |
| 58  | 68v     | Aquello trate domingo                  | 3     | anónimo                          |                                 | |                                                  |                                         |
| 59  |         | Nuevas te traygo carillo               | 3     | anónimo                          | Juan del Encina                 | CMP | BER, ARE                                         | Instrumental                            |
| 60  |         | (sin título)                           | 1     | anónimo                          |                                 | |                                                  |                                         |
| 61  | 70v-71r | Los hombres con gran plazer            | 3     | anónimo                          |                                 | | BER, HMC                                         |                                         |
| 62  | 71v-72r | Merçed, merçed le pidamos              | 3     | anónimo                          |                                 | |                                                  |                                         |
| 63  |         | Salve sancta parens                    | 4     | anónimo                          |                                 | |                                                  |                                         |
| 64  | 74v-75r | Reyna muy esclareçida                  | 3     | anónimo                          |                                 | | FLO, MAG, CIB                                    |                                         |
| 65  | 75v-76r | Buenas nuevas de alegría               | 3     | anónimo                          |                                 | | COL, MAG                                         |                                         |
| 66  | 76v-77r | Deus in adiutorium                     | 3     | Juan de Triana                   | rondó                           | | TRI                                              |                                         |
| 67  | 77v     | Tu valer me da gran guera              | 3     | Juanes                           |                                 | |                                                  |                                         |
| 68  |         | In exitu Israel de Egipto              | 4     | anónimo                          |                                 | | COL, ISA, ELX                                    |                                         |
| 69  |         | Maravyllome del syno me del santiguome | 3     | Juan de Triana                   | villancico                      | | HMC, TRI                                         |                                         |
| 70  |         | Pinguele rrespinguete                  | 3     | Juan de Triana                   | rondó                           | | ARE, TRI, COL                                    |                                         |
| 71  | 80r     | La moça que las cabras cría            | 4     | Juan de Triana                   | ensalada en forma de villancico | | TRI                                              |                                         |
| 72  | 80v-81r | A los maytines era                     | 4     | anónimo                          |                                 | | ARE, ODR, JMM, OLA, MAG                          |                                         |
| 73  |         | Juysio fuerte será dado                | 4     | anónimo                          |                                 | | MAG                                              |                                         |
| 74  | 81v-82r | Vyrgen dina de honor                   | 4     | anónimo                          |                                 | | MAG                                              |                                         |
| 75  | 82v-83r | Que bonito niño chiquito               | 4     | anónimo                          |                                 | | ARE, MAG, QUI                                    |                                         |
| 76  |         | (sin título)                           | 3     | anónimo                          |                                 | |                                                  |                                         |
| 77  |         | Qui fecit celum                        | 3     | anónimo                          |                                 | |                                                  |                                         |
| 78  |         | Ay Santa Maria                         | 3     | anónimo                          |                                 | CMP(255), PAR(25) |                                                  |                                         |
| 79  |         | Dic nobis Maria                        | 4     | anónimo                          |                                 | | ARE, MSM                                         |                                         |
| 80  |         | Benedicamus Domino                     | 3     | Juan de Triana                   | canción - motete                | | TRI                                              |                                         |
| 81  |         | Benedicamus Domino                     | 3     | Juan de Triana                   | canción - motete                | | TRI                                              |                                         |
| 82  |         | Juste judex Jesu Christe               | 3     | Juan de Triana                   | canción - motete                | | TRI                                              |                                         |
| 83  |         | (sin título)                           | 3     | anónimo                          |                                 | |                                                  |                                         |
| 84  |         | (sin título)                           | 4     | anónimo                          |                                 | |                                                  |                                         |
| 85  |         | Quia                                   | 3     | anónimo                          | Magnificat                      | |                                                  | Instrumental                            |
| 86  | 92v-93r | Non puedo dexar (Querer vieja yo)      | 3     | Juan de Triana                   |                                 | | TRI, ARE, COL                                    |                                         |
| 87  | 93v     | De la momera je n'estay                | 4     | Johannes Ockeghem                |                                 | CMM |                                                  |                                         |
| 88  | 94v     | Por bever comadre                      | 3     | Juan de Triana                   | villancico                      | CMP(123) | TRI                                              |                                         |
| 89  | 95r     | Aquella buena muger                    | 3     | Juan de Triana                   | villancico                      | CMP(127) | TRI                                              |                                         |
| 90  | 95v-96r | Dinos madre del donsel                 | 3     | Juan de Triana                   | rondó                           | | BER, TRI, COL, MAG, ISA                          |                                         |
| 91  | 97r     | Juysio fuerte será dado                | 4     | Juan de Triana                   | canción                         | | TRI, UMB, SIB                                    |                                         |
| 92  | 97v     | Como no le andare yo                   | 3     | anónimo                          |                                 | | SAV, COL                                         |                                         |
| 93  | 98r     | Pues que no tengo señora               | 3     | anónimo                          |                                 | |                                                  |                                         |
| 94  |         | Le pure amant qui est                  | 3     | anónimo                          |                                 | |                                                  | Instrumental                            |
| 95  | 97v     | No tenga con vos amor                  | 3     | anónimo                          |                                 | |                                                  |                                         |

Concordancias con otras fuentes musicales:
- Manuscritos
  - Q16 - Bolonia, Civico Museo Bibliografico Musicale, MS Q16 (I-Bc Q 16)
  - Q17 - Bolonia, Civico Museo Bibliografico Musicale, MS Q17 (I-Bc Q 17)
  - Q18 - Bolonia, Civico Museo Bibliografico Musicale, MS Q18 (I-Bc Q 18)
  - CHI - Chicago, The Newberry Library, Case MS VM C. 25 (US-Cn Case ms. VM 140 C.25) (Libro de laúd de Vincenzo Capirola)
  - CME - Elvas, Biblioteca Municipal Publia Hortensia, Ms 11793 (Cancionero de Elvas)
  - MA6 - Florencia, Biblioteca Nazionale Centrale, Ms. Magl. XIX. 176 (I-Fn Magl.XIX 176)
  - MA8 - Florencia, Biblioteca Nazionale Centrale, Ms. Magl. XIX. 178 (I-Fn Magl.XIX 178)
  - RIC - Florencia, Biblioteca Riccardiana, MS. 2356 (I-Fr 2356)
  - CMP - Madrid, Biblioteca Real, MS II - 1335 (Cancionero de Palacio) (E-Mp II-1335)
  - CMM - Montecassino, Biblioteca dell'Abbazia, 871 (Cancionero de Montecassino)
  - OXF - Oxford, Bodleian Library, MS. Ashmole 831 (GB-Ob Ashmole 831)
  - PAR - París, Bibliothèque École Nationale Supérieure des Beaux-Arts Masson 56 (Cancionero de París) (F-Pba 56: Masson)
  - PIX - París, Bibliothèque Nationale, fonds française 15123 (Chansonnier Pixérécourt) (F-Pn 15123)
  - PER - Perugia, Biblioteca Comunale Augusta, Ms. 431 (olim G20) (I-PEc 431)
  - CGC - Roma, Biblioteca Apostólica Vaticana, C. G.XIII. 2 7 (Cappella Giulia Chansonnier) (I-Rvat CG XIII.27 )
  - GAL - Saint Gall, Stiftsbibliothek, MS 463 (CH-SGs 463) (Tschudi Liederbuch)
  - CMS - Segovia, Catedral, Archivo Capitular, s.s. (Cancionero de Segovia) (E-SE s.s)
  - VER - Verona, Biblioteca Capitolare. MS 752 (I-VEcap 757)

- Libros impresos:
  - HAR - Harmonice Musices Odhecaton. 1501, Ottaviano Petrucci, Venecia.
  - FRO - Frottole Libro tertio. Venecia 6.II.1504 (1505)
  - SPI - Intabulatura de lauto, libro primo. Francesco Spinacino, 1507

Concordancias de los textos con otras fuentes (no musicales):
- Manuscritos: 
  - BUC - Barcelona, Universitat Central, Ms.151. Jardinet d'orats
  - LON - Londres, British Library, Add. 10431. Cancionero de Rennert
  - HER - Londres, British Library, Add. 33382. Cancionero de Herberay
  - SAN - Madrid, Biblioteca Nacional, Ms. 3677. Obras de Santillana
  - BAD - Madrid, Biblioteca Nacional, Ms. 3777. Obras de Badajoz
  - BNG - Madrid, Biblioteca Nacional, Ms. 3993. Cancionero de Gallardo
  - MBN - Madrid, Biblioteca Nacional, Ms. 4114
  - BNA - Madrid, Biblioteca Nacional, Ms. 1293633
  - CPV - Madrid, Biblioteca Real, Ms. 617. Cancionero de poesías varias
  - ROM - Madrid, Real Academia de la Historia, 2 Ms 2. Cancionero de San Román
  - MOD - Módena, Biblioteca Estense, a.R.8.9. Cancionero de Módena
  - BAE - París, Bibliothèque Nationale, Esp. 37. Cancionero de Baena
  - CAA - París, Bibliothèque Nationale, Esp. 226. Cancionero castellano A
  - CAC - París, Bibliothèque Nationale, Esp. 228. Cancionero castellano C
  - CAF - París, Bibliothèque Nationale, Esp. 231. Cancionero castellano F
  - PAL - Salamanca, Biblioteca Universitaria, Ms. 2653. Cancionero de Palacio (No confundir con el CMP)
  - SSA - Salamanca, Biblioteca Universitaria, Ms. 2655. Obras de Santillana
  - SAL - Salamanca, Biblioteca Universitaria, Ms. 2763
  - VEN - Venecia, Biblioteca Nazionale Marciana, Ms. 268.  Cancionero de Venecia

- Libros impresos:
  - RCD - Romance del conde Dirlos. ¿Zaragoza, c. 1510?
  - GEN - Cancionero General. Hernando del Castillo. Valencia. 1511
  - MEN - Las 300as con su glosa etc. Sevilla. Juan de Mena. Sevilla, 27.V.1512

## Discografía
La siguiente discografía se ha ordenado por año de grabación, pero la referencia es la de la edición más reciente en CD. No se incluyen las recopilaciones, sólo los discos originales.
- 1955 - [VIC] Victoria de los Ángeles. Five centuries of Spanish Songs. Victoria de los Ángeles. . La versión en CD está junto con otras grabaciones en la recopilación: Cantos de España. Victoria de los Ángeles. EMI Classics 7243 5 66 937 2 2.
- 1960 - [ANG] Victoria de los Ángeles. Spanish Songs of the Renaissance. Victoria de Los Ángeles y Ars Musicae de Barcelona. . La versión en CD está junto con otras grabaciones en la recopilación: Cantos de España. Victoria de los Ángeles. EMI Classics 7243 5 66 937 2 2.
- 1968 - [RES] Music from the Time of Christopher Columbus. Musica Reservata. Philips 432 821-2 PM.
- ???? - [ARE] El Cancionero Musical de la Colombina. Cuarteto Renacimiento. Grupo de Instrumentos Antiguo Renacimiento. MEC 1011 CD
- 1969 - [SFM] Musica Iberica I. Música Ibérica I hasta el siglo XV - Monodia siglos XII/XII, Polifonía siglo XIII, Villancicos siglo XV (Juan Urreda, Juan Cornago). Studio der frühen Musik. EMI/Odeon J 063-20.114 (LP).
- 1976 - [SAV] Weltliche Musik im Christlichen und Jüdischen Spanien (1450-1550). Hespèrion XX. Jordi Savall. Virgin Veritas 61591 (2 CD).
- 1977 - [BER] Canciones Españolas. Teresa Berganza, Narciso Yepes, Félix Lavilla. Deutsche Grammophon 435 648-2.
- 1980 - [ATR] La Spagna. 15th & 17th Century Spanish Variations. Atrium Musicae de Madrid. Gregorio Paniagua. Bis CD-163.
- 1981 - [MEL] Ockeghem: Complete Secular Music. Medieval Ensemble of London. Peter Davies, Timothy Davies. L'Oiseau Lyre 436 194 (2 CD).
- 1984 - [HES] Viva rey Ferrando. Renaissance music in Naples (1442-1556). Jordi Savall. Hespèrion XX. Virgin Veritas 5 61222 2 2.
- 1991 - [HMC] Cornago: Missa de la mapa mundi. The Newberry Consort. Harmonia Mundi USA 907083.
- 1990 - [ZIR] Francisco de la Torre. La Música en la Era del Descubrimiento. Volumen 6. Taller Ziryab. Dial Discos
- 1990 - [TRI] Juan de Triana. La Música en la Era del Descubrimiento III. Taller Ziryab. Dial Discos CAL-5019.
- 1990 - [LIV] The Art of Flemish Song. In the Courts of Europe. Live Oak. Centaur Records 2109.
- 1991 - [HIL] Spanish and Mexican Renaissance Vocal Music. Music in the Age of Columbus. Music in the New World. The Hilliard Ensemble. Virgin 61394 (2 CD).
- 1992 - [COL] El Cancionero de la Colombina, 1451-1506. Música en el tiempo de Cristóbal Colón. Hespèrion XX. Jordi Savall. Astrée (Naïve) ES 9954.
- 1992 - [SEM] Por las sierras de Madrid. Grupo Sema. Pepe Rey. S.G.A.E.
- 1993 - [GOT] The Voice in the Garden. Spanish Songs and Motets, 1480-1550. Gothic Voices. Christopher Page. Hyperion 66653.
- 1995 - [JMM] Al alva venid. Música profana de los siglos XV y XVI. Ensemble La Romanesca. José Miguel Moreno. Glossa 920203.
- 1996 - [ALS] La Spagna Music at the Spanish Court. Ámsterdam Loeki Stardust Quartet. L'Oiseau-Lyre 444 537-2OH.
- 1996 - [SIB] El Canto de la Sibila II. Galicia - Castilla. La Capella Reial de Catalunya. Jordi Savall, Montserrat Figueras. Astrée "Naïve" (Auvidis) ES 9942.
- 1996 - [EGB] Sola m'ire. Cancionero de Palacio. Ensemble Gilles Binchois. Dominique Vellard. Virgin Veritas 45359.
- 1997 - [ROM] Johannes Ockeghem: Chansons. Romanesque. Philippe Malfeyt Ricercar 206 302.
- 1998 - [BEG] Cartas al Rey Moro. Begoña Olavide. Jubal JMPA 001.
- 1998 - [MSM] Drames litúrgics de la Catalunya medieval. Capella de Música de Santa María. Lluis Vilamajó. Discant CD-E 1006.
- 1998 - [CAP] Alfons el Magnànim. Música profana de la Cort Aragonesa en Nàpoles. Carles Magraner. Capella de Ministrers. Auvidis Ibèrica (Naïve) AVI 8022.
- 1998 - [CRC] El Cancionero de Montecassino. Alfons V El Magnànim. Jordi Savall. La Capella Reial de Catalunya. Alia Vox AV 9816.
- 1999 - [ANT] Jews and Christians. Music in Mediaeval Spain. Ensemble Antequera. Syncoop 5756 CD 193.
- 1999 - [VIR] Bella de vos som amorós. La Música en la Corte de los Reyes Católicos y Carlos I. Capella Virelai. Jordi Reguant. La mà de guido 2035.
- 1999 - [ODR] Mayrat. El Viaje del Agua. Grupo Odres. Saga WKPD-10/2035.
- 1999 - [UMB] Chacona. Renaissance Spain in the Age of Empire. Ex Umbris. Dorian 93207.
- 2000 - [OLA] Toques en el tiempo. Begoña Olavide. Jubal JMPA 004.
- 2000 - [FLO] Anchieta: Missa Sine Nomine / Salve Regina. Capilla Peñaflorida, Ministriles de Marsias. Josep Cabré. Naxos 8.555772.
- 2001 - [MIC] Napoli Aragonese. Ensemble Micrologus. Opus 111.
- 2001 - [EXT] La música extremada. Música española para tecla de los siglos XV al XVIII. Carlos García-Bernalt. Verso VRS 2002
- 2002 - [MAG] Iudicii Signum. Capella de Ministrers. Carles Magraner. Licanus "Capella de Ministrers" CDM 0203.
- 2002 - [ORL] The Toledo Summit. The Orlando Consort. Harmonia Mundi HMU 907328.
- 2003 - [SPI] Tempus Fugit. Musik swa Spätmittelalters. Spielleyt - Early Music Freiburg. Christophorus CHR 77258.
- 2004 - [ISA] Isabel I, Reina de Castilla. Luces y Sombras en el tiempo de la primera gran Reina del Renacimiento 1451-1504. La Capella Reial de Catalunya y Hespèrion XXI, Jordi Savall. Alia Vox AV 9838.
- 2004 - [ALL] L'Arbre de Mai. Chansons et danses au temps de Guillaume Dufay. Ensemble Allégorie. Alpha 054.
- 2004 - [ELX] Misterí d'Elx - La Festa. Drama en dos partes para la fiesta de la Asunción de la Virgen María. Capella de Ministrers / Coro de la Generalidad Valenciana. Carles Magraner. Licanus "Capella de Ministrers" CDM 0411.
- 2004 - [PAL] Cancionero de Palacio. Capella de Ministrers. Carles Magraner. Licanus CDM 0409.
- 2005 - [QUI] Música en el Quijote. Orphenica Lyra. José Miguel Moreno. Glossa GCD 920207
- 2006 - [FIG] Lux Feminae (900-1600). Montserrat Figueras. Alia Vox AVSA 9847 (SACD-H).
- 2006 - [BOR] Borgia. Música religiosa en torno al papa Alejandro VI (1492-1503). Capella de Ministrers. Carles Magraner. Licanus CDM 0616.
- 2006 - [CIB] La Spagna. Felipe I El Hermoso. Mecenas de la música europea. Camerata Iberia. Juan Carlos de Mulder. Open Music BS 059 CD